# Harîrî Schefer
Pour les articles homonymes, voir Schefer.
Le Maqâmât al-Harîrî Schefer dit Harîrî Schefer est un manuscrit illustré contenant un recueil de 50 Maqâmât. Contenant 99 miniatures, il a été copié et illustré en 1237 à Bagdad. Il est actuellement conservé à la Bibliothèque nationale de France.

## Origine du manuscrit
Le manuscrit est un recueil de 50 contes ou Maqâmât, (« séances ») écrits à la fin du XIe ou début du XIIe siècle par Al-Hariri. Chaque histoire évoque le narrateur Al-Harîth et le héros Abou Zayd, un vagabond coquin à qui il arrive des aventures rocambolesques. Le manuscrit, selon son colophon, a été copié en 634 de l'hégire, soit 1237 par un copiste et peintre du nom de Yahya ibn Mahmoud al-Wasiti, originaire de Wasit, selon son nom, mais installé à Bagdad. L'ouvrage appartient un temps à l'orientaliste Charles Schefer, qui lui a donné son nom.

## Les miniatures
L'ouvrage, calligraphié à l'encre rouge et noire, contient 99 miniatures dont certaines présentées sur des doubles pages. La plupart d'entre elles sont rehaussées d'or. Elles représentent une très grande variété de scènes de la vie quotidienne. 
Le style des peintures est influencé par l'art bouddhiste d'Inde, de nombreux bateaux provenant de cette région fréquentaient en effet les ports irakiens. Une des caractéristiques indiennes se trouve dans l'usage des yeux en saillie, avec la représentation du visage à mi-chemin entre la vue de trois-quarts et le profil. Une miniature est directement inspirée par l'Inde, il s'agit de la peinture représentant une Île d'Orient, avec arbres, animaux, et personnages venus de cette région. 

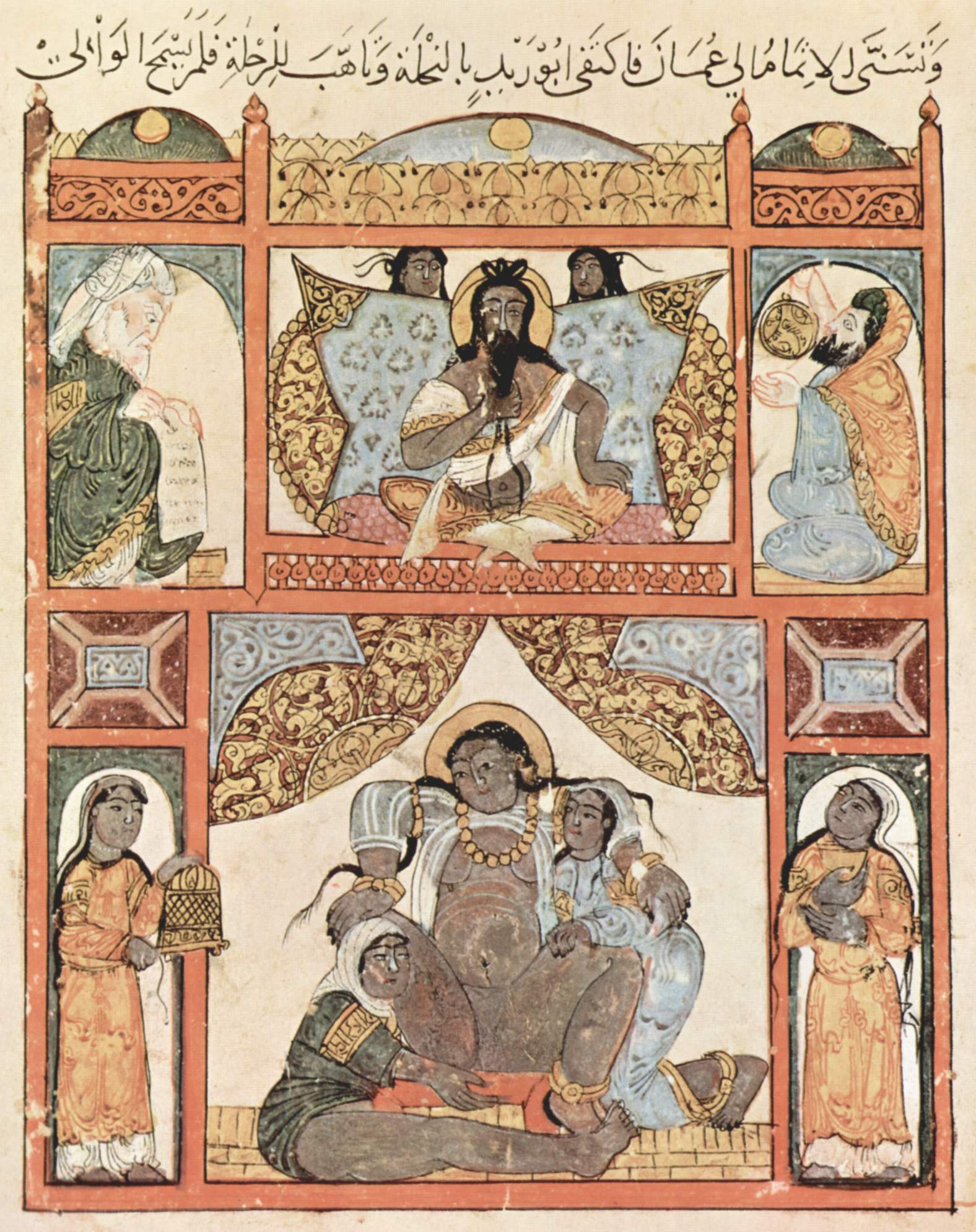
La naissance, scène d'accouchement, f.122v
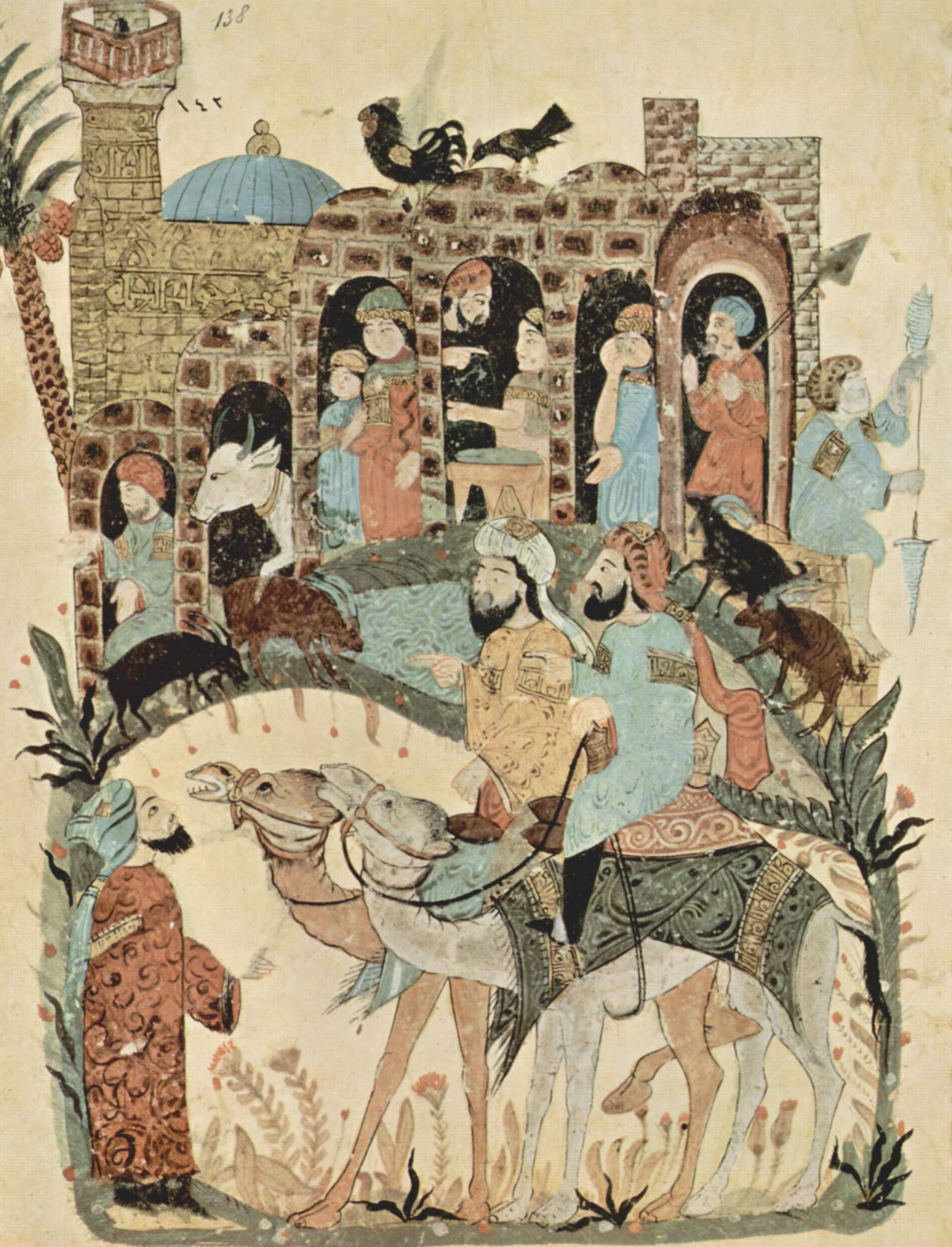
Discussion près d'un village, f.138r
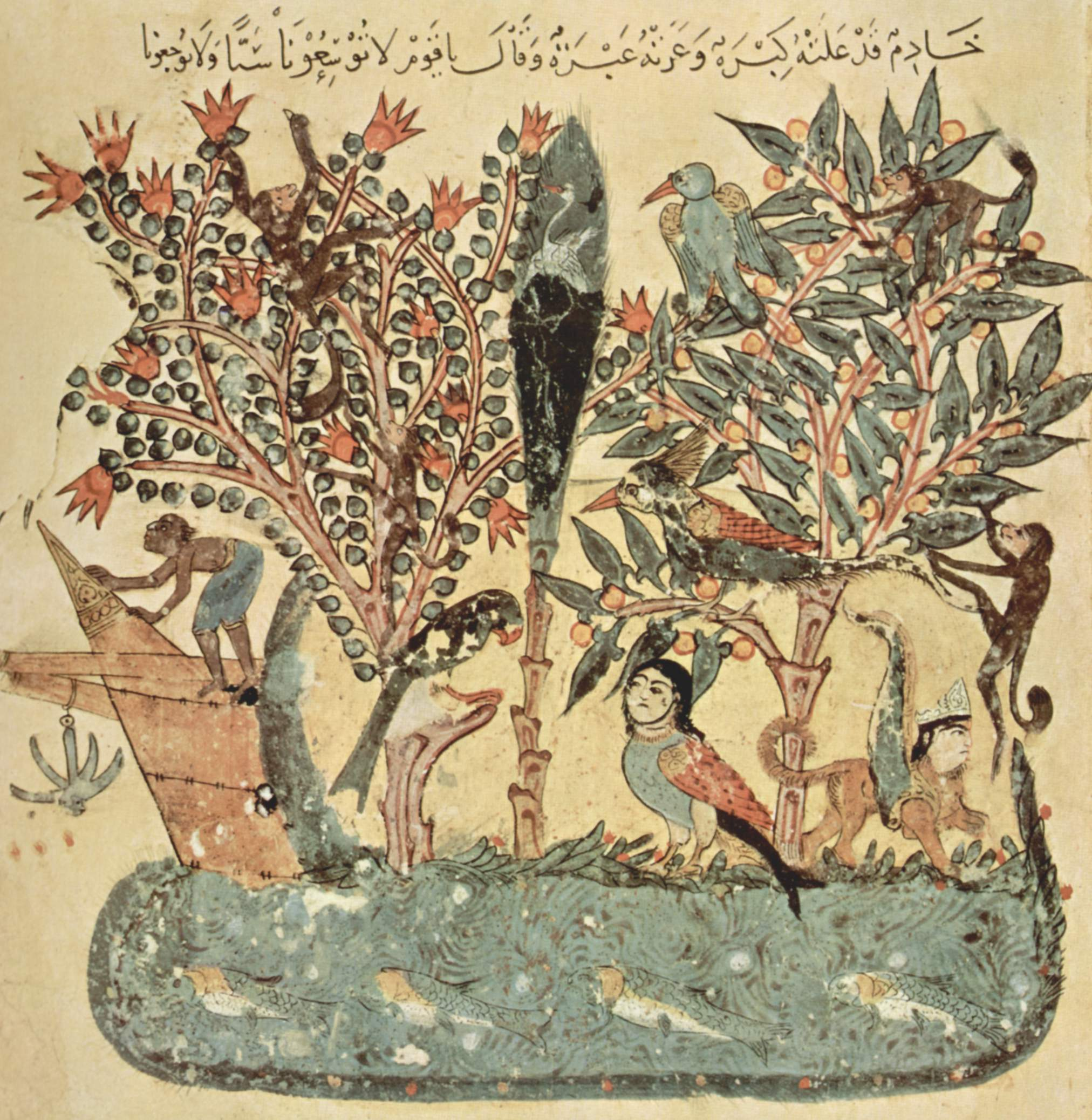
L'île d'Orient, f.121r